# Брсково (трг и рудник)
Брсково (лат. Brescoa) је било привредно средиште у средњовјековној Србији, које се, према вриједности производње и остварених прихода, могло поредити са градовима у Приморју. Помиње се од 1243. године. Рударско-трговачко насеље, трг, за вријеме свог највећег процвата је прерасло у мањи град, око 1280. године. Почетком XIV вијека, значај Брскова почиње да опада, да би од 1350. године потпуно опао. Османлије заузимају трг 1399. године, а Дубровчани га у једном тексту из 1433. године убрајају у напуштена мјеста. Данас је Брсково насеље у општини Мојковац. О Брскову је писао и Иван Јастребов.. Константин Јиричек га помиње као главно мјесто тадашње западне Србије, у Горњој Тари.

## Одређена аутономија Саса
Брсково се први пут помиње у једном документу из которског архива од 22. августа 1243. године. У њему се, под одређеним условима, забрањује продаја вина у овом месту и прописује казна која требада се плати краљу, уколико се одлука прекрши. Садржај исправе показује да је немањићки двор био веома заинтересован за ово трговачко средиште, као и да је његов привредни успон уследионепосредно након монголског повлачења. 
Радећи на обнови Краљевине, послије пустошења Монгола (1241—1242) краљ Стефан Урош Први Немањић (1243—1276) дозвољава (прије 1254. године) да се на подручју Брскова населе њемачки рудари, Саси. Они оснивају трг Брсково и настањују се у њему. Отворили су руднике и почели експлоатацију руде сребра. Основали су и општину, а од краља им је допуштено да имају свог кнеза, свештенике и цркву (под надбискупијом у Бару). Међусобне спорове, Саси су рјешавали пред својим судијама, док је спорове са мјесним становништвом, Которанима и Дубровчанима, рјешавао мјешовити суд (подједнак број представника обје стране). То све указује на значај који су Саси имали у привреди средњовјековне Србије.

## Приморски трговци
Слично Сасима и приморски трговци су уживали одређене повластице. Почели су се насељавати у брсковском тргу, одмах по започетој производњи сребра. У средњовјековној Србији, ковано сребро је било најважнији извозни артикл, мерен у литрима. Трговци су у овом мјесту образовали колоније, од којих је нарочито значајна дубровачка; куповали су сребро и продавали робу за познате брсковске динаре (грошеве); својом приморском робом, као и оном увезеном, вршили су снадбијевање становништва.

## Дубровачки конзул и доминиканци
Дубровачки трговци су у брскову имали сталног конзула, који им је помагао у трговачким пословима. Под управом доминиканаца из Дубровника, имали су и Богородичну цркву.

## Царина
У Брскову је била успостављена и царина, која је српском краљу такође доносила велики приход.

## Брсковски рудници
Брсковски рудници су обухватали читав комплекс мањих локалитета између притока ријеке Таре, Руднице и Бјелојевића ријеке. Оставили су доста трагова у топономастици.

## Тврђава и ковница новца
У Брскову је радила ковница новца, прије 1277. године. Ковао се сребрни „брсковски динар“ (лат. Grossi de Brescova) преко венецијанских трговаца цијењен у Италији. Као и сребро, продавано на литре, динар је представљао велики извор прихода за српског владара. Брсковска тврђава (звана и Градина) смјештена је 6 km источно од данашњег Мојковца, на доминантном мјесту, из којег је контролисана ближа и даља околина. У средњем вијеку је служила за заштиту комплекса рудника Брсково. У њој се налазила и ковница сребрног новца (динара) као и складиште сребра.